# Thomas Gallo
Thomas Gallo (San Miguel de Tucumán, 30 de abril de 1999) es un jugador Rugby argentino que se desempeña como pilar y juega en el Benetton Rugby Treviso de la internacional United Rugby Championship. Es internacional con los Pumas desde 2021.

## Carrera

### Universitario
Gallo se formó deportivamente en Universitario de Tucumán, donde debutó en la primera en 2017 y ganó el Torneo Regional del Noroeste de 2019.

### Olimpia Lions
En 2020 se convirtió en profesional, al ser contratado por Olimpia Lions (hoy Yacare XV), pero no llegó a jugar debido a un problema de reglamento.

### Benetton
Por su altísimo nivel en el Mundial de Rugby Juvenil de 2019 con los Pumitas, fue contratado por el Benetton de Italia para jugar la temporada 2020-21 y debutó contra el Cardiff Rugby. Actualmente sigue en el club.

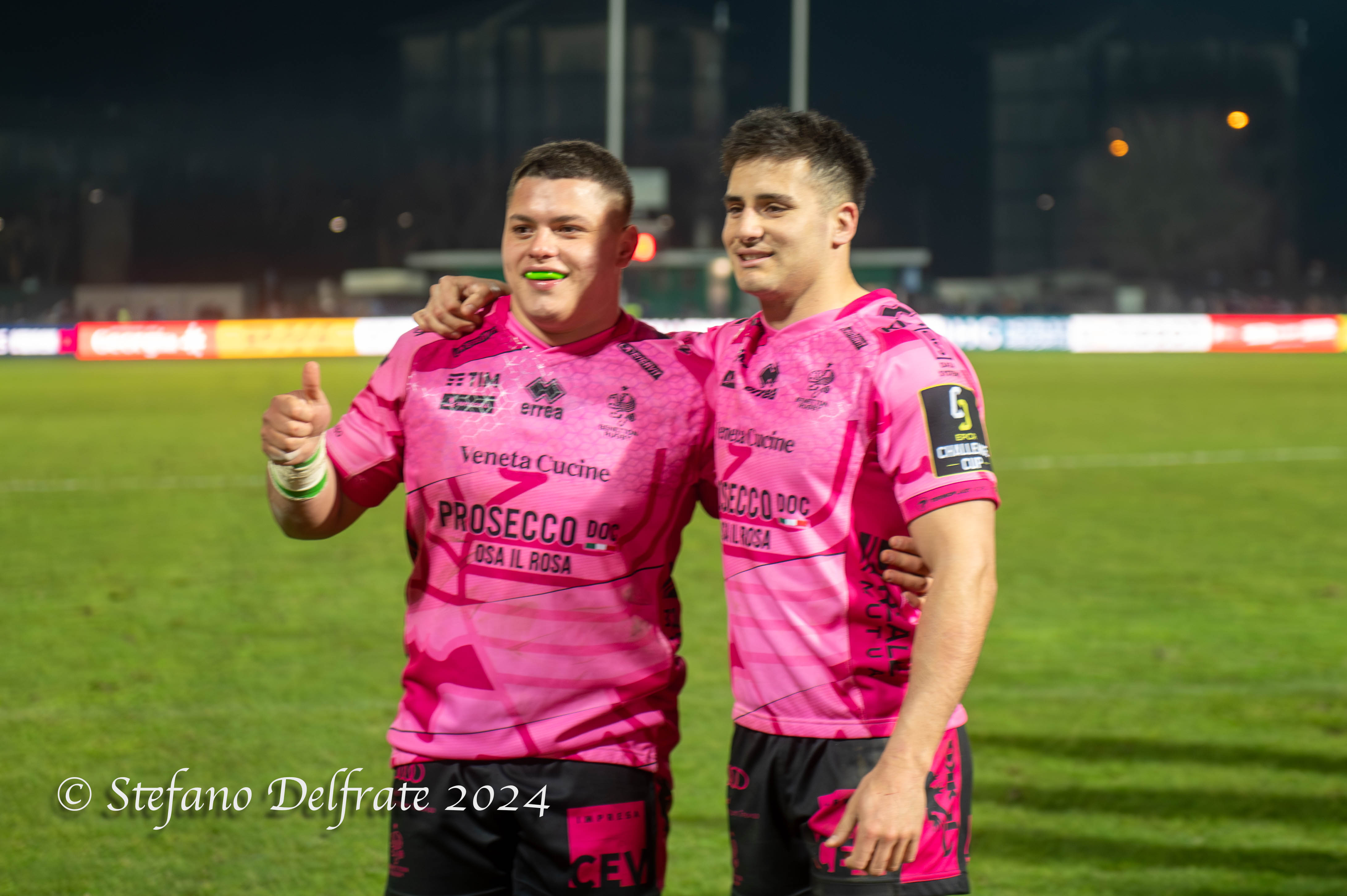
Thomas Gallo y Tomás Albornoz: dos tucumanos jugando para Benetton

## Selección nacional
Representó a los Pumitas y jugó con ellos el Campeonato Mundial de Rugby Juvenil 2019, donde fue compañero de Juan González y Argentina obtuvo el cuarto puesto.
El australiano Michael Cheika lo convocó a los Pumas para disputar The Rugby Championship 2021 y allí debutó contra los Wallabies. Antes de esto, él pudo jugar para la Azzurri porque tiene un abuelo italiano.

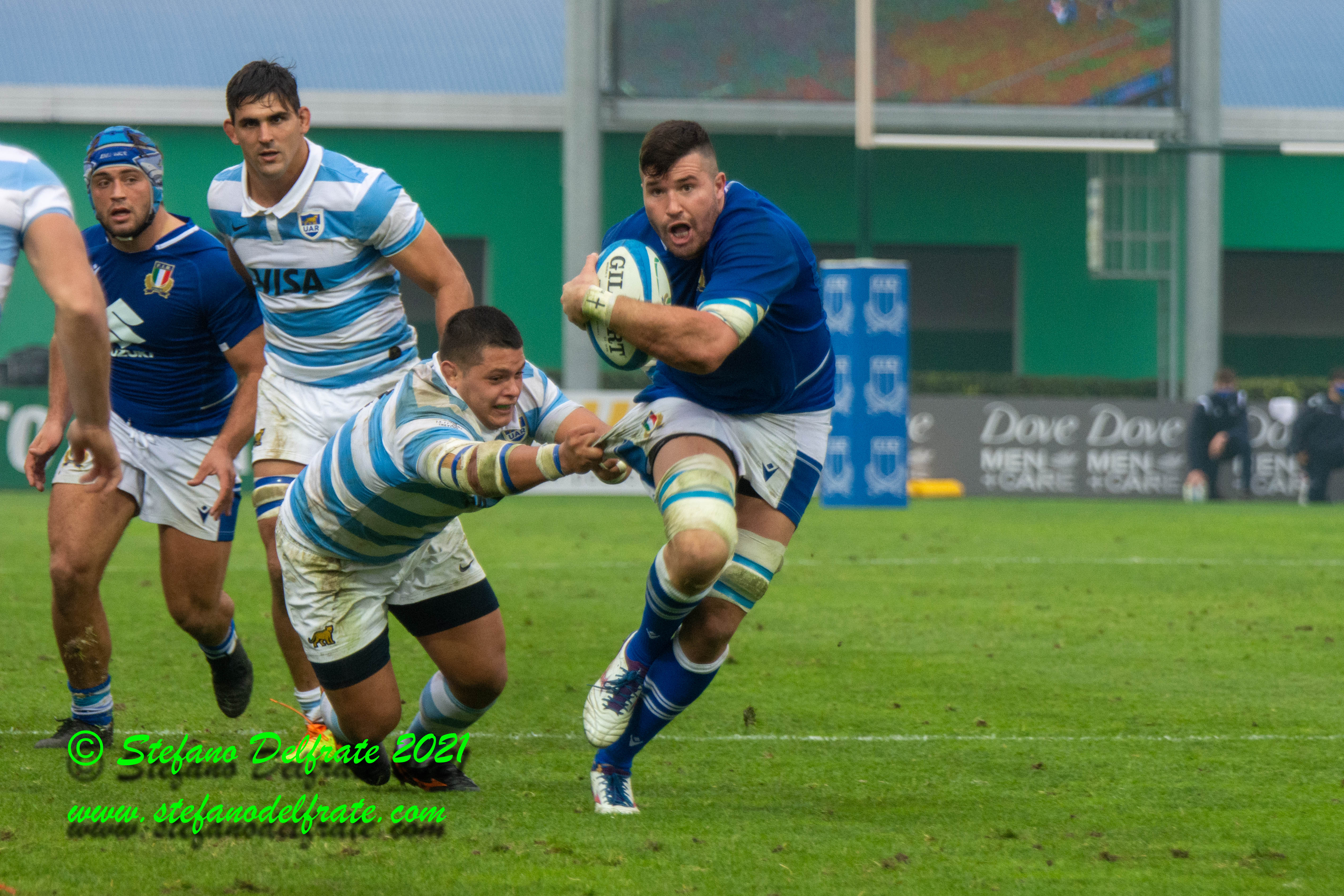
Gallo enfrentando a Italia con la camiseta de Los Pumas

### Participaciones en Copas del Mundo
Cheika lo convocó a Francia 2023 como titular indiscutido, para formar la primera línea junto a Francisco Gómez Kodela y el capitán Julián Montoya.
| Mundial                       | Sede    | Resultado | PJ | Tries |
| ----------------------------- | ------- | --------- | -- | ----- |
| Copa Mundial de Rugby de 2023 | Francia | 4º puesto | 6  | 0     |

## Clubes
| Club          | País      |
| ------------- | --------- |
| Universitario | Argentina |
| Olimpia Lions | Paraguay  |
| Benetton      | Italia    |

## Palmarés
| Título                       | Equipo        | País      | Año  |
| ---------------------------- | ------------- | --------- | ---- |
| Torneo Regional del Noroeste | Universitario | Argentina | 2019 |